# Sur (Grisones)
Sur (en romanche Sour) era una comuna suiza del cantón de los Grisones, ubicada en el distrito de Albula, círculo de Surses. Limitaba al norte con las comunas de Tinizong-Rona, al este con Bever, al sur con Bivio y Marmorera, y al oeste con Mulegns. El 1 de enero de 2015 se fusionó con las antiguas comunas de Bivio, Cunter, Marmorera, Mulegns, Riom-Parsonz, Salouf, Savognin y Tinizong-Rona para constituir la nueva comuna de Surses.